# Danh sách đảo Syria
Syria là quốc gia ở Tây Á, giáp Liban và Địa Trung Hải ở phía tây, Thổ Nhĩ Kỳ ở phía bắc, Iraq ở phía đông, Jordan ở phía nam và Israel ở tây nam. Địa lý Syria gồm đồng bằng, núi cao và sa mạc.

## Danh sách đảo

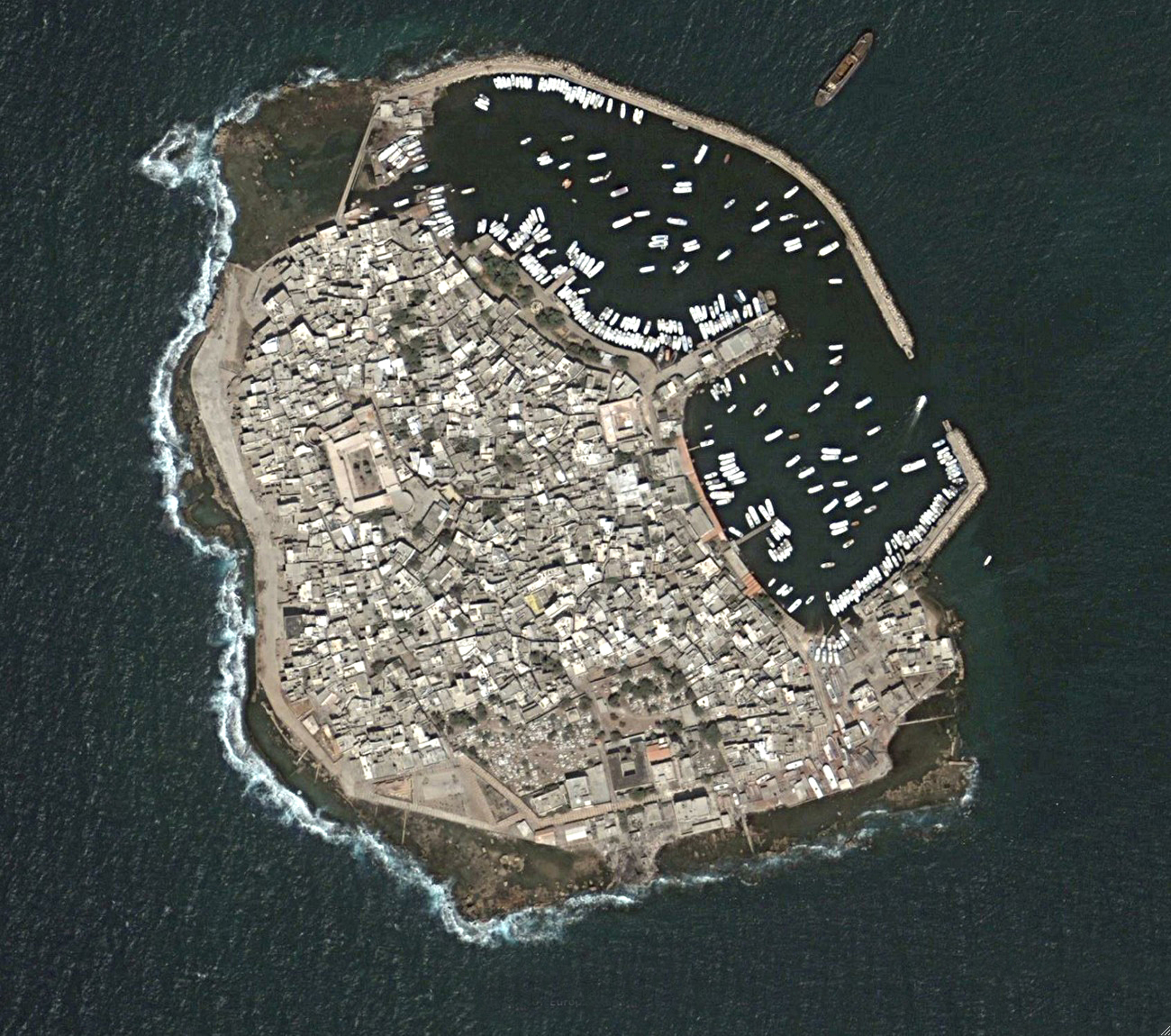
Hình ảnh vệ tinh của đảo Arwad

Chính xác có 5 hòn đảo Syria. Tất cả đều nằm ở gần bờ biển của Địa Trung Hải, vùng Tartus:
- Một đảo đá không tên, rộng khoảng 6.000 m², cách bờ 90 m. Vị trí bờ biển cực bắc Syria, cách biên giới Thổ Nhĩ Kỳ 4,4 km.[2]
- Jazirat Basirah: rộng khoảng 4,500 m², cách bờ biển Syia 770 m.[3] 34°58′59″B 35°52′10″Đ / 34,98306°B 35,86944°Đ
- Arwad, là đảo lớn nhất Syria và là đảo duy nhất có người sinh sống.[1][4]
- Al-Abbas: nằm về phía nam đảo Arwad, rộng khoảng 13.000 m², vị trí 3,49 km từ Arwad và 2,77 km từ bờ biển Syria.[1][5] 34°49′23″B 35°52′22″Đ / 34,82306°B 35,87278°Đ
- Maqrud: là đảo đá, rộng khoảng 3.000 m², cách bờ biển Syria 3,47 km.[1] 34°46′58″B 35°53′10″Đ / 34,78278°B 35,88611°Đ
- Al-Faris: là đảo đá, 2.000 m², cách bờ biển Syria 3,3 km.[1] 34°47′39″B 35°52′56″Đ / 34,79417°B 35,88222°Đ
  - Al-Faniyas: là đảo đá nhỏ gần Abu al Faris về hướng tây bắc, ~ 100 m².[1]

Ghi chú: Danh sách đảo liệt kê theo hướng từ bắc xuống nam.

## Các đảo nội địa
- Qal'at Ja'bar: vốn là một ngọn đồi, nằm ở hồ Assad.
- Jazirat al-Thawra: nằm ở hồ Assad.